# Xã Green, Quận Pottawatomie, Kansas
Xã Green (tiếng Anh: Green Township) là một xã thuộc quận Pottawatomie, tiểu bang Kansas, Hoa Kỳ. Năm 2010, dân số của xã này là 184 người.